# سبزه الماس
سبزه الماس، نام اولیه‌ی شهرقدس می‌باشد که بعد از مدتی به «قلعه حسن خان» و اینک به شهر قدس تغییر پیدا کرده‌است. امروزه این منطقه به نام محله «چمن» در شهرقدس شناخته می‌شود.

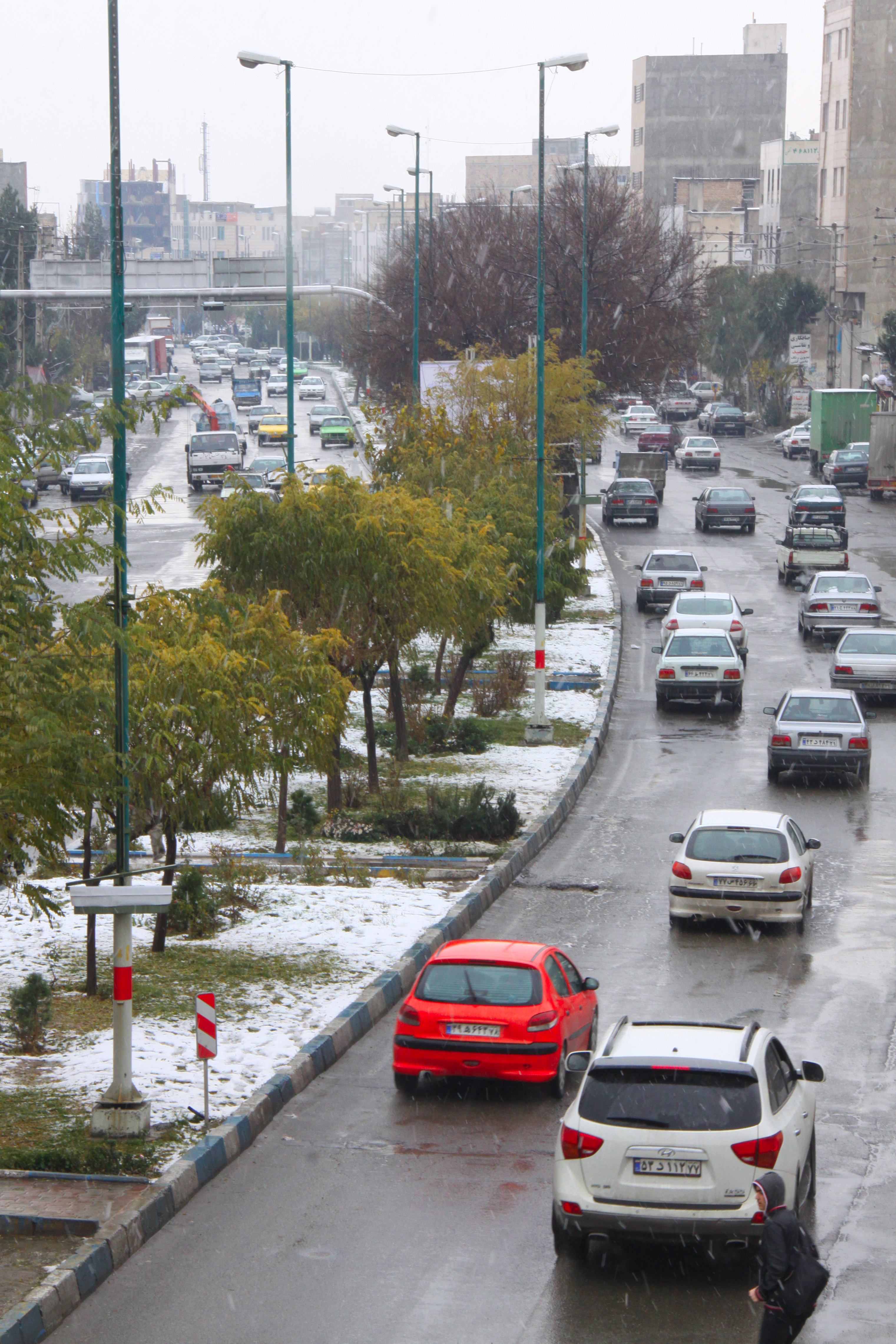
بلوار شهید کلهر و خیابان چمن، همان منطقه سبزالماس قدیمی

## تغییر نام
شهر قدس که تا قبل از تأسیس شهرداری در سال ۱۳۶۸ تحت نام «قلعه حسن خان» شناخته می‌شد، روستایی کوچک در حاشیه غربی تهران و پائین روستای وردآورد بود. در جبهه شمالی آن کاووسیه، در جبهه غربی سرخ حصار، در جبهه شرقی اسماعیل‌آباد و در جبهه جنوبی آن ورامینک قرار داشت.
در سال ۱۳۶۸ شهر قدس از رشد روستای قلعه حسن خان و ادغام آن با نقاط دیگری مانند سرخ حصار، کاووسیه، اسماعیل‌آباد و شهرک بهشتی (قدس) به وجود آمده‌است.

## نام
نام سبزه الماس به علت حاصلخیز بودن زمین‌های زراعی این منطقه و درخشندگی چمن‌هایش به آن اطلاق شده‌است.

## تاریخچه
کسی امروزه یادش نیست که چه زمانی این نام به این منطقه داده شد و در سند مشخصی هم نامی از آن آورده نشده، اما در اسناد موقوفه شهرقدس نام آن آورده شده‌است. در ابتدای خیابان چمن قبرستان قدیمی است که روی آن ورودی خیابان چمن، پاساژ تجاری اداری و مدرسه‌ای ساخته شده‌است. در گذشته چندین بار قبرهای این قبرستان فرو ریخت. با نگاهی به سنگ‌های قدیمی این قبرستان که برای دوره قاجار و اوایل پهلوی بودند، می‌توان کمی به گذشته این محله پی برد. البته امروزه تنها آثاری در زیر حیاط مدرسه می‌توان از قبرستان قدیمی پیدا کرد.

## چمن
سبزه الماس قدیم یا محله چمن امروزی واقع در ضلع جنوب و جنوب شرقی محله قلعه و میدان قدس امروزی و پائین محله امامزاده بوده و تا انتهای آن ادامه دارد و از جنوب به ورامینک می‌رسد. قبلاً این محله پر از باغ‌ها و مزارع سرسبز بود، اما امروزه اشباع شده از خانه‌ها و صنایع کوچک و بزرگ است ولی همچنان می‌توان آثاری از باغ‌های قدیم را در آن پیدا کرد.